# Echidnă cu ciocul lung
Echidna cu cioc lung (Zaglossus bruijni) este una dintre cele patru specii de echidne existente și una dintre cele trei specii de Zaglossus care trăiesc în Noua Guinee. Inițial descrisă ca Tachyglossus bruijnii, aceasta reprezintă specia tip a genului Zaglossus.

## Descriere
Echidna cu cioc lung este un mamifer ovipar. Spre deosebire de echidna cu cioc scurt, care se hrănește în principal cu furnici și termite, această specie se alimentează cu râme. De asemenea, echidna cu cioc lung este mai mare decât specia cu cioc scurt, putând ajunge până la 16 kilograme; ciocul său este mai lung, orientat în jos, iar spinii sunt aproape indistincti de blana lungă. Această specie se diferențiază de celelalte din genul Zaglossus prin numărul ghearelor de la membrele anterioare și posterioare: trei, rareori patru. Este cel mai mare monotrem existent.

## Răspândire și habitat
Specia se găsește pe peninsulele Capului Păsărilor și Peninsula Bomberai din Noua Guinee, Indonezia, la altitudini de până la 2500 metri. Habitatele preferate sunt pădurile de deal și pădurile montane.

### Exemplar Kimberley

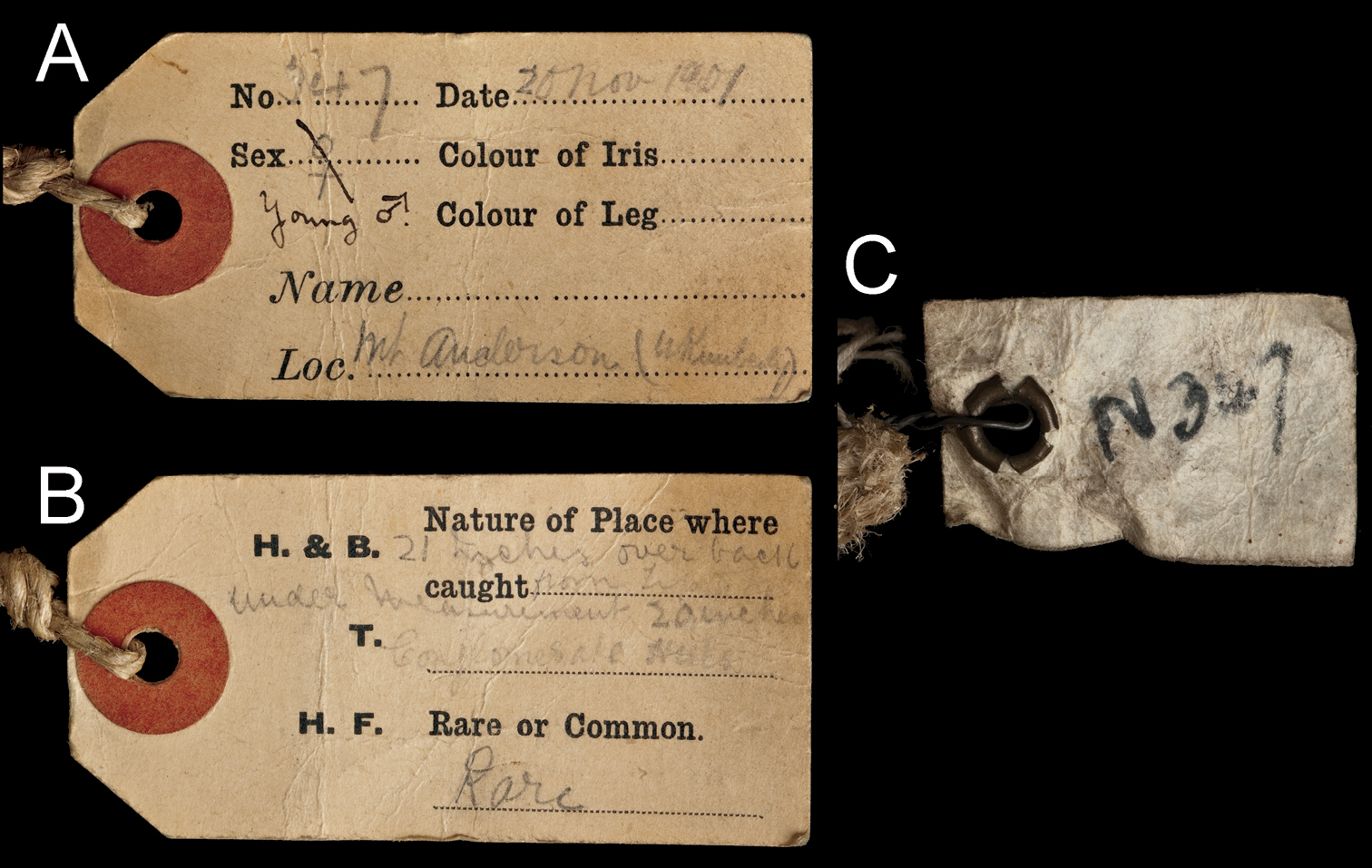
Etichetă de colecție cu inscripția "Mt Anderson", asociată unui exemplar de echidna cu cioc lung occidentală (faceți clic pentru a mări)

Colecția Tring a Muzeului de Istorie Naturală din Marea Britanie include un exemplar de echidna cu cioc lung, având o etichetă care indică faptul că a fost colectat de John T. Tunney în 1901. Curios este că locația colectării este notată ca fiind Muntele Anderson, în regiunea Kimberley din nord-vestul Australiei. Totuși, se crede că această specie a dispărut de milenii în Australia, singurele alte exemplare de Zaglossus din această regiune fiind fosile datând din Pleistocen.
S-a presupus că exemplarul a fost colectat din altă parte și eticheta i-a fost atașată din greșeală. Astfel, exemplarul nu a primit prea multă atenție pentru mulți ani.
Un studiu realizat de Helgen în 2012 a examinat exemplarul și a analizat diverse aspecte, inclusiv improbabilitatea circumstanțială a unei erori de etichetare, unicitatea ectoparaziților găsiți pe specimen, similitudinea unor păduri din Kimberley cu habitatul cunoscut din Noua Guinee, o pictură rupestră indigenă care pare să reprezinte o echidna cu cioc lung și mărturia unui bătrân aborigen australian. Studiul a concluzionat că exemplarul a fost probabil colectat în Australia, așa cum este indicat pe etichetă. Cercetătorii susțin că specia ar trebui recunoscută în fauna statului ca fiind existentă în era modernă și că ar putea să fie încă prezentă în pădurile insuficient explorate din nord-vestul Australiei; dacă a dispărut local, reintroducerea acestei specii critic periclitate ar merita să fie luată în considerare.
Burbidge, în 2017, contestă această concluzie, argumentând împotriva fiecărei dovezi și concluzionând că exemplarul este probabil din Noua Guinee, dar i-a fost atribuită o etichetă greșită.

## Conservare

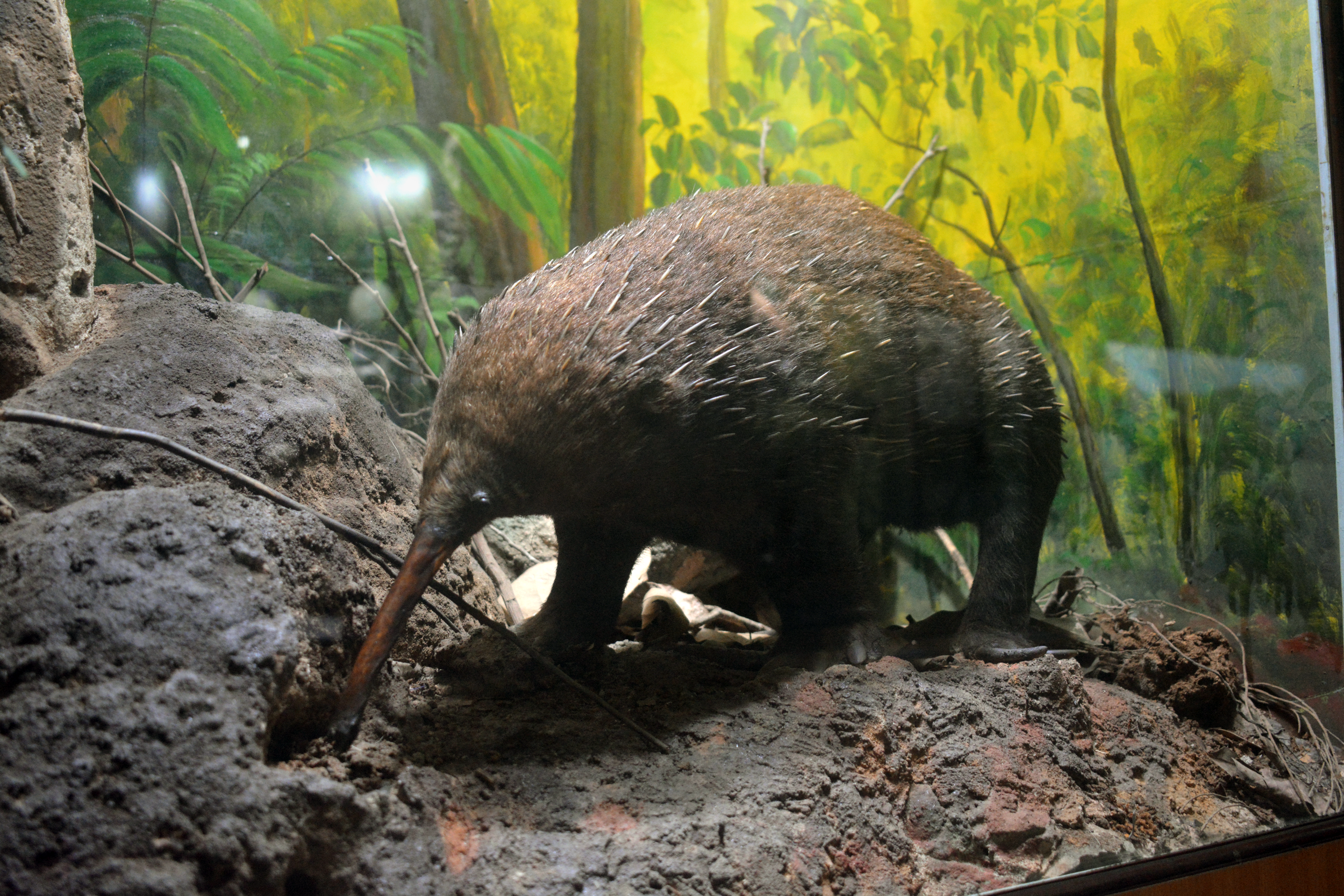
Taxidermie la Muzeul Zoologic din Bogor

Specia este clasificată ca Critic periclitată de către IUCN. Numărul indivizilor a scăzut drastic din cauza activităților umane, inclusiv pierderea habitatului și vânătoarea. Echidna cu cioc lung este considerată o delicatesă, iar deși vânătoarea comercială a speciei a fost interzisă de guvernul indonezian, vânătoarea tradițională este permisă.